# Georg Friedrich von Lenz
Georg Friedrich Lenz, ab 1884 von Lenz, (* 17. März 1834 in Urach; † 3. Oktober 1910 in Cannstatt) war Jurist und Mitglied des Deutschen Reichstags.

## Leben
Lenz studierte von 1851 bis 1856 in Tübingen und Heidelberg Rechtswissenschaften. 1858 promovierte er in Tübingen mit der Arbeit Zur Lehre vom Dies nach römischem Recht. Danach trat er in den Württembergischen Justizdienst. Von 1858 bis 1862 war er bei verschiedenen Gerichten erster Instanz und zwischen 1863 und 1869 Assessor bei der Zivilkammer des Gerichtshofs in Tübingen. Ab 1869 war er als erster Staatsanwalt beim vormaligen Kreisgerichtshof, ab 1879 beim Landgericht in Stuttgart. 1886 wurde er zum Reichsgerichtsrat befördert.
Von 1870 bis 1884 war er für Urach Mitglied des Württembergischen Landtags, ab Juni 1882 auch Vizepräsident der Kammer der Abgeordneten. 1870 wurde er Vorstandsmitglied des Kammerklubs der Deutschen Partei. Als Mitglied der Finanzkommission der Kammer der Abgeordneten war er langjähriger Berichterstatter über den Etat des Kirchen- und Schulwesens.
Von 1874 bis 1877 und von 1884 bis 1886 war er Mitglied des Deutschen Reichstags für den Wahlkreis Württemberg 5 (Esslingen, Nürtingen, Kirchheim, Urach) in der Fraktion der Nationalliberalen Partei. Von Lenz legte am 20. Mai 1886 sein Reichstagsmandat wegen seiner Ernennung zum Oberstaatsanwalt nieder.

## Ehrungen
- 1875 Ritterkreuz 1. Klasse des Friedrichsordens[2]
- 1884 erhielt Georg Friedrich von Lenz das Ehrenritterkreuz des Ordens der Württembergischen Krone,[3] mit dem der Personaladel (Nobilitierung) verbunden war.
- Ehrenbürger der Stadt Urach